# Pyramidenenergie
Als Pyramidenenergie wird der angebliche Einfluss eines pyramidenförmigen Behälters oder Gebäudes auf darin befindliche Gegenstände und Lebewesen bezeichnet. Pyramiden-Behälter werden heutzutage in beträchtlichem Umfang kommerziell vertrieben, im Internet finden sich zahlreiche Anleitungen zum Eigenbau.

## Hintergrund
Pyramidenenergie leitet sich in erster Linie von den ägyptischen Pyramiden ab, die insbesondere zu esoterischen Spekulationen auch im Bezug zur Geometrie und den Maßverhältnissen im Zentrum angeregt haben. Um das Jahr 1930 prägte ein französischer Ägyptologe unter dem Pseudonym „Enel“ zunächst den Begriff der „Formwellen“, dabei gab er seine Überzeugung wieder, dass die ägyptische Architektur Hinweise auf ein tiefes Wissen über eine Auswirkung der durch geometrische Formen erzeugten Felder zeige, das bewusst zu diesem Zweck eingesetzt wurde. Louis Turenne spekulierte, dass Formen wie „Resonatoren der kosmischen Energie“ wirken, wobei die Pyramide die Eigenschaft eines Hohlraumresonators habe.
Der französische Radiästhet Antoine Bovis (1841–1947) stellte bei einer Reise nach Ägypten fest, dass die Körper von Katzen und anderen Tieren, die sich in der Grabkammer des Pharaos in der großen Pyramide von Gizeh befanden nicht verwest, sondern mumifiziert waren. Er wurde mit dieser Erkenntnis zum Begründer der Pyramidenenergieforschung. Er war der Überzeugung, dass dies etwas mit der Geometrie und der Ausrichtung der Pyramide zu tun habe. Nach der Rückkehr von seiner Reise stellte Bovis ein Modell der Cheops-Pyramide mit einer Kantenlänge von etwa einem Meter her. Dort platzierte er im Inneren eine tote Katze, etwa auf der Höhe des unteren Drittels. Bereits nach einiger Zeit war der Kadaver mumifiziert. Bovis experimentierte mit weiteren organischen Stoffen. Aus den Ergebnissen schloss er, dass die Form der Pyramide den Prozess der Verwesung verhindere und eine rasche Dehydrierung bewirke.
In den frühen 1950er-Jahren wiederholte der Prager Rundfunkingenieur Karel Drbal die Experimente des Franzosen und kam zu dem Schluss, dass es einen direkten Zusammenhang zwischen der Form des Innenraums und den biologischen, chemischen und physikalischen Prozessen geben muss, die sich in diesem Raum abspiele. Einige Firmen hatten aufgrund der Annahmen von Bovis geschlossen, dass die Form der Behältnisse einen Einfluss auf die Qualität oder Haltbarkeit ihrer Produkte haben müsse und daraufhin die Formen der Verpackungen geändert. In Italien wurde beispielsweise die Milch in pyramidenförmigen Verpackungen angeboten. Drbal führte auch Experimente mit Rasierklingen durch. Er legte sie nach dem Gebrauch unter eine Pyramide, was ihre Lebensdauer zu verlängern schien. 1959 erhielt er das tschechische Patent Nr. 91304 für einen „Cheops-Pyramiden-Rasierklingenschärfer“.
Einer esoterischen Lehre zufolge wird „kosmische Strahlung“ von Pyramiden ähnlich gebrochen wie Licht von einem Prisma. Den in verschiedenen Höhenlagen einer Pyramide vorherrschenden Teilen des Frequenzspektrums werden daraufhin verschiedene Nutzungsmöglichkeiten zugeordnet, wie zum Beispiel Konservierung von Nahrungsmitteln oder Mumien (wenn sie genau nach Norden und Süden ausgerichtet sind).